# Saison 6 de Joséphine, ange gardien
 (août 2018).
Si vous disposez d'ouvrages ou d'articles de référence ou si vous connaissez des sites web de qualité traitant du thème abordé ici, merci de compléter l'article en donnant les références utiles à sa vérifiabilité et en les liant à la section « Notes et références ».
Chronologie
Saison 5 Saison 7
Cet article présente les épisodes de la sixième saison de la série télévisée Joséphine, ange gardien.

## Liste des épisodes

### Épisode 1:La Vérité en face
Scénaristes :
- Lorraine Lévy
- Didier Lacoste

Réalisateur :
- André Chandelle

Diffusion :
- 11 mars 2002 sur TF1

Audience :
- France : 6,82 millions de téléspectateurs (26,7 % de part d'audience)

Distribution :
- Mimie Mathy : Joséphine
- François Caron : François
- Laurence Masliah : Hélène
- Nathalie Roussel : Anne
- Renaud Marx : Xavier
- Yolande Folliot : La directrice
- Raphaële Godin : Julia
- Danièle Girard : Gloria
- Christian Crahay : Le patron du café Alex
- Guy Pion : Le clochard
- Micheline Hardy : Jeannine, la clocharde
- Georges Siatidis : Le commissaire de police
- Jean-Paul Dermont : L'animateur des AA
- Sébastien Radovitch : Fredo
- Stéphane de Groodt : Le réceptionniste
- Pierre Gerranio : Le patron du bar de nuit

Résumé : Joséphine vient en aide à François, un ancien alcoolique qui a fait plusieurs cures de désintoxication. Sa dernière remonte à huit mois. Un soir, il rechute et met en péril sa carrière d'instituteur et sa relation de couple.

### Épisode 2:Paillettes, claquettes et champagne
Scénaristes :
- Nicolas Cuche
- Eric Taraud

Réalisateur :
- Nicolas Cuche

Diffusion :
- 15 avril 2002 sur TF1

Audience :
- France : 5,75 millions de téléspectateurs (24,6 % de part d'audience)

Distribution :
- Mimie Mathy : Joséphine
- Alain Doutey : Alfredo Paoli
- Delphine Serina : Lila Paoli, la fille d’Alfredo
- Saïfi Ghoul : Sébastien Paoli, le fils de Lila et petit-fils d’Alfredo
- Eric Taraud : Gilles
- Sophie Tellier : Aurore
- Fabian Richard : Jérôme
- Carmela Ramos : Laure
- Catherine Salviat : Andrée
- Christian Sinniger : Le père de Jérôme
- Jean Alibert : Le patron de café
- Raymond Blailock : Le metteur en scène
- Annick Brard : L'institutrice
- Claude Brecourt : Le banquier
- Olivier Till : Le tour operator
- et les danseurs : Lionnel Desruelles, Djamilatou Bah, Leslie Dzierla, Laurent Come, Amélie Munier, Antoine Gerez, Cyrille Vergnes et Chantal Niels

Résumé : Joséphine vient en aide à Alfrédo Paoli pour remonter un nouveau spectacle afin de sauver son cabaret Les folies d'Alfredo.
Profession de l’épisode : Joséphine est magicienne de cabaret.

### Épisode 3:La Plus haute marche
Scénaristes :
- Nicole Jamet
- Marie-Anne Le Pezennec

Réalisateur :
- David Delrieux

Diffusion :
- 14 octobre 2002 sur TF1

Audience :
- France : 7,40 millions de téléspectateurs (29,2 % de part d'audience)

Distribution :
- Mimie Mathy : Joséphine
- Babsie Steger : Ingrid, la coach d’Aurélie
- Rosemarie La Vaullée : Kalina, la coach d’Eve
- Vincent Winterhalter : Yann Dumas, le père d’Aurélie
- Laura Granier : Aurélie Dumas
- Margaux Caput : Eve Gauthier, la rivale d’Aurélie
- Elisa Vicentelli : Camille Beltramo
- Véronique Baylaucq : Mme Beltramo, la mère de Camille
- Frédérique Tirmont : Martha, la mère d’Ingrid et sa coach
- Jean-Luc Porraz : M. Perrin
- Nathalie Nattier : Baba Ivanova
- Sabrina Lehioui : Coralie
- Isabelle Caubère : la « nounou » d’Eve

Résumé : Joséphine vient en aide à Aurélie, gymnaste pratiquant la gymnastique rythmique dont le père refuse qu'elle persévère sur cette voie. L'ange découvre alors un milieu sportif impitoyable. Le jour des sélections pour le championnat de France, Aurélie est accusée d'avoir saboté le matériel de sa rivale Eve.
Profession de l’épisode : Joséphine est pianiste pour le cours de GRS.

### Épisode 4:Nadia
Scénaristes :
- Isabelle de Botton
- Sophie Deschamps

Réalisateur :
- Laurent Dussaux

Diffusion :
- 25 novembre 2002 sur TF1

Audience :
- France : 7,89 millions de téléspectateurs (30,2 % de part d'audience)

Distribution :
- Mimie Mathy : Joséphine
- Juliette Junot : Nadia
- Béatrice Agenin : Christine Leroy
- Yves Lambrecht : Alain Leroy, importateur de tapis
- Claude Aufaure : M. Albert, le père de Christine, qui souffre d’Alzheimer
- Xavier Rogé : Julien Pardou, l’amoureux de Nadia
- Noëlla Dussart-Finzi : Mme Picou, la présidente des locataires
- Julien Cafaro : M. Picou, le secrétaire d’Etat, fan de footing
- Elisabeth Margoni : Claire Mangin, patronne de brasserie
- Saïd Amadis  : Samir Loussam, l’oncle de Nadia
- Manon Gaurin : Lisa Bolbec, la fille du docteur
- Alexandre Deyna : Edouard Bolbec, le fils du docteur
- Julien Le Gallou : Eliot Mangin
- Jean Dell : Le docteur Bolbec, ophtalmologue de l’immeuble
- Chick Ortega : Le chauffeur de taxi

Résumé : Joséphine vient en aide à Nadia, une jeune femme maghrébine de 18 ans qui est sous l'emprise d'un couple qui l'utilise comme une esclave. Joséphine va aider Nadia à sortir de son esclavage et à redécouvrir la liberté et la joie de vivre.
Profession de l’épisode : Joséphine est gardienne d’immeuble.